# Nemertesia polynema
Nemertesia polynema is een hydroïdpoliep uit de familie Plumulariidae. De poliep komt uit het geslacht Nemertesia. Nemertesia polynema werd in 1948 voor het eerst wetenschappelijk beschreven door Fraser. 